# Meli Heizel

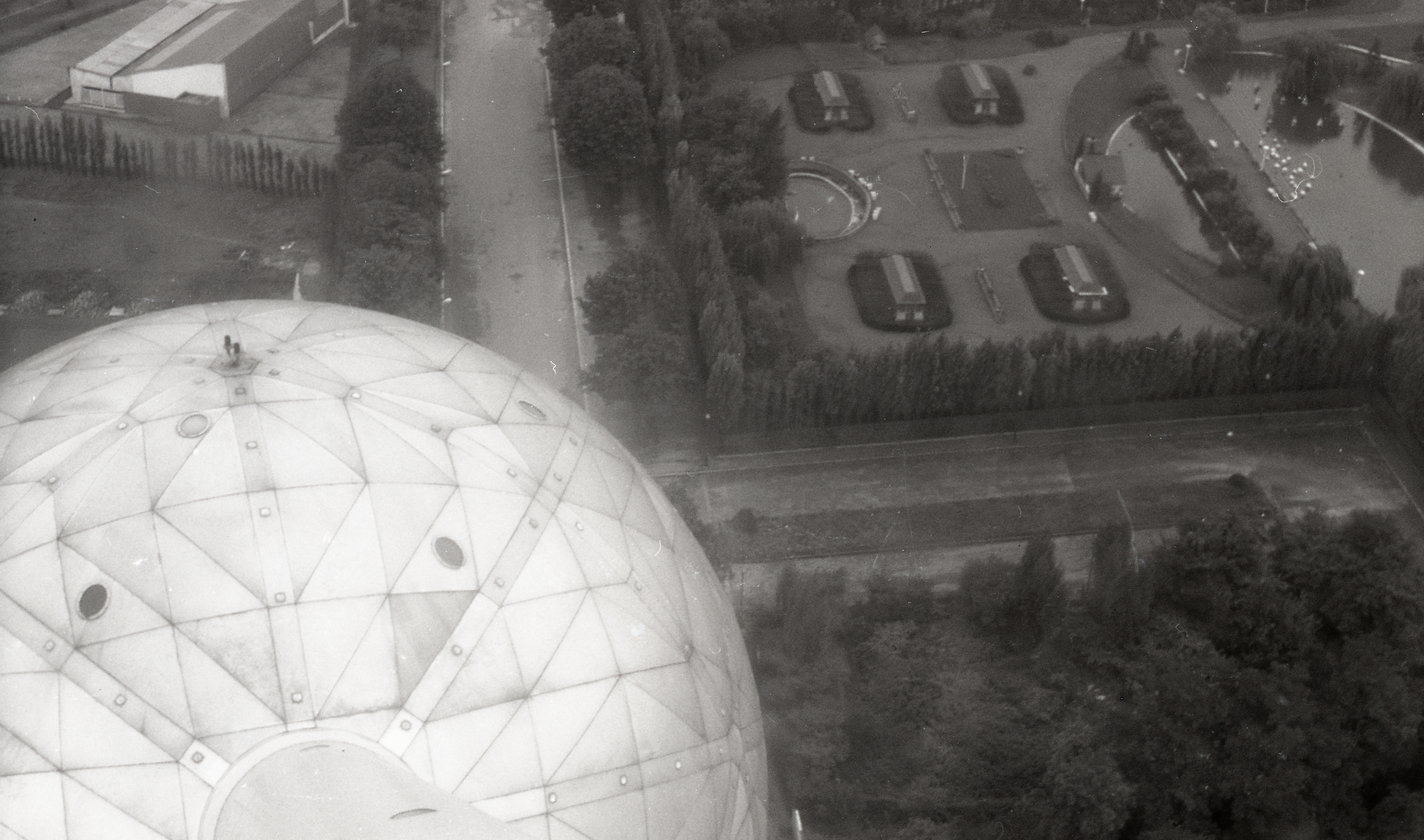
Foto van het Atomium met het dierenpark van Meli Heizel in de achtergrond (1968).

Het Meli Heizel was van 1960 tot 1987 een pretpark in Brussel (België).

## Geschiedenis
Tijdens de wereldtentoonstelling van 1958, die werd gehouden in Brussel onder de naam Expo 58, bouwde Alberic-Joseph Florizoone, een honinghandelaar uit Veurne en eigenaar van het pretpark Meli Park, het paviljoen Meli van 1.200 m². Het paviljoen Meli bestond bij aanvang uit drie delen: De Wonderbare Bijenkorf, een deel met een honingwinkel en cafetaria, en de Watersymfonie (dansende fonteinen). Het gebouw werd ontworpen door architect J. Decoussemaeker (die eerder het Meli Park in Adinkerke had aangelegd) en de Rotterdamse architect Wiegman.
Toen Expo 58 ten einde liep werd het park verder ingericht en uitgebouwd op de terreinen van “Vrolijk België” en besloeg het in totaal 4,5 hectare. Meli Heizel werd een verkleinde uitgave van het Meli Park in Adinkerke, inclusief speeltuinen en een dierenpark. De attractie De Wonderbare Bijenkorf verhuisde naar Meli Park. Het is de inspiratie van Apirama.
Nadat de concessie van Meli Heizel in 1987 niet vernieuwd werd, is het pretpark gesloten. In de plaats van Meli Heizel kwam het familiepark Bruparck en een Kinepolis-bioscoop.

### Halsbandparkieten
In 1973-1974 liet Meli Heizel een veertigtal halsbandparkieten los. De geïntroduceerde populatie bleek levensvatbaar en groeide sterk aan tot de huidige plaag.